# 聖阿尼塔區

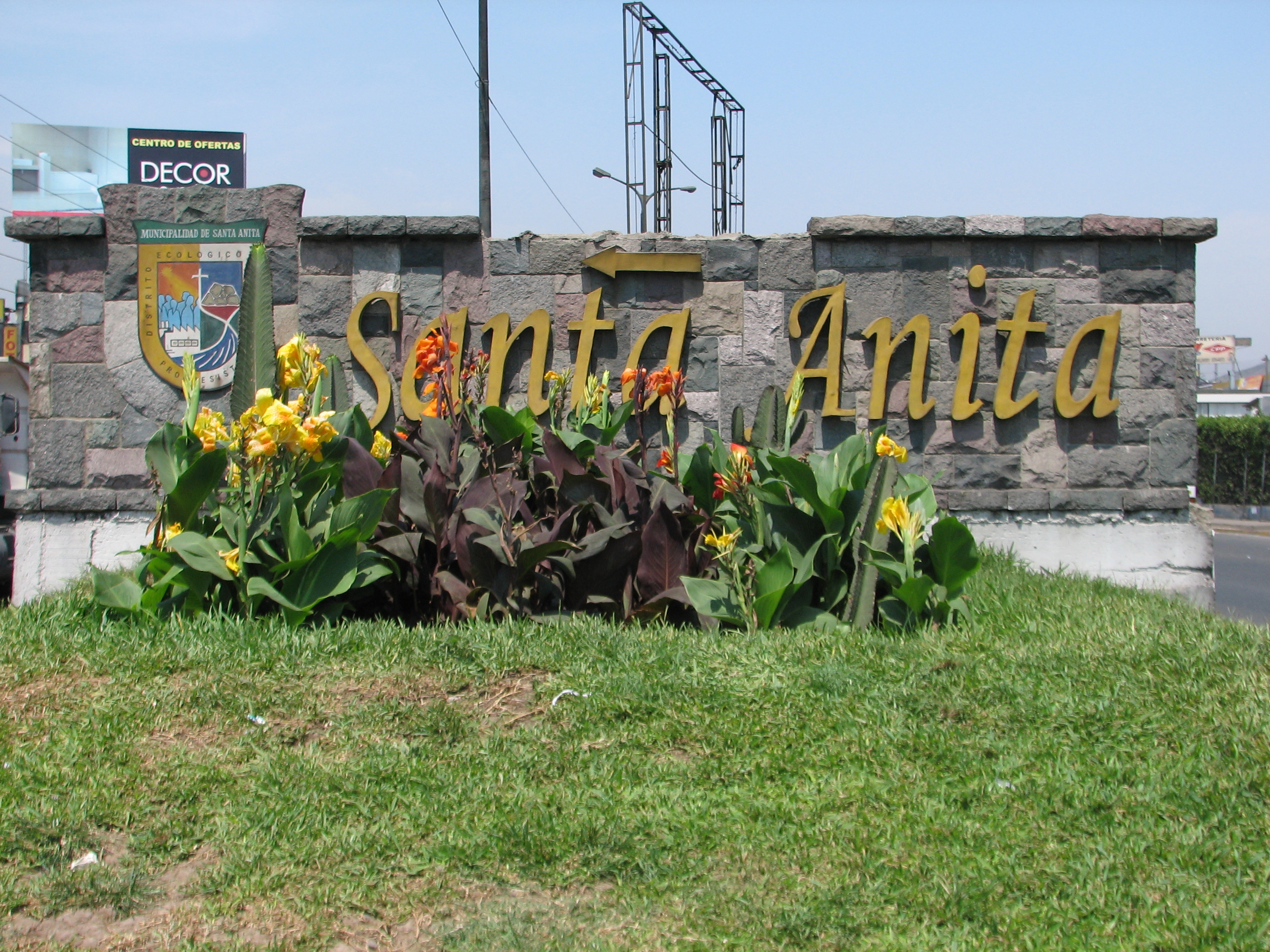

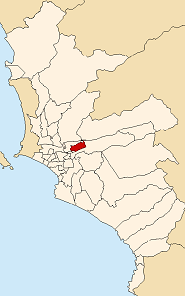

聖阿尼塔區（西班牙語：Distrito de Santa Anita），是秘魯的一個區，位於該國西部利馬大區的利馬省，始建於1989年10月25日，面積10.69平方公里，海拔高度195米，2005年人口160,777，人口密度每平方公里15,000人。